# Aleksander (Pawłowicz)
Aleksander, imię świeckie: Andronik Iwanowicz Pawłowicz (ur. 6 maja?/17 maja 1799 w Kobrinowej Grebli, zm. 27 października?/8 listopada 1874 w Kijowie) – biskup Rosyjskiego Kościoła Prawosławnego.

## Życiorys
Był synem kapłana prawosławnego. Wykształcenie teologiczne uzyskał w Kijowskiej Akademii Duchownej. Po jej ukończeniu został w 1817 wyświęcony na diakona i skierowany do służby w jednej z cerkwi w Borodiance, równocześnie pracował jako nauczyciel łaciny przy chórze metropolity kijowskiego. Święcenia kapłańskie przyjął trzy lata później i został kapelanem Połockiego pułku piechoty. Następnie od 1827 do 1832 służył w parafii w Ryżanowce (eparchia kijowska). Następnie na własną prośbę został kapelanem pułku Aleksapolskiego i pozostawał na etacie kapelana przez piętnaście lat. W 1841 otrzymał godność protoprezbitera. W latach 1847–1853 był dziekanem duchowieństwa wojskowego i proboszczem w soborze Przemienienia Pańskiego w Archangielsku, głównej świątyni rosyjskiej marynarki wojennej.
20 czerwca 1853 złożył wieczyste śluby mnisze w Ławrze Aleksandra Newskiego w Petersburgu przed biskupem rewelskim Krzysztofem. W tym samym roku otrzymał godność archimandryty i został przełożonym Monasteru Sołowieckiego. W czasie wojny krymskiej i próby brytyjskiej inwazji na Wyspy Sołowieckie organizował obronę ufortyfikowanego monasteru. Kiedy Brytyjczycy odstąpili od oblężenia, archimandryta Aleksander otrzymał szereg odznaczeń państwowych.
17 listopada 1857 przyjął z rąk metropolity nowogrodzkiego i petersburskiego Grzegorza chirotonię biskupią i objął katedrę archangielską i chołmogorską. W 1860 na własną prośbę został przeniesiony na katedrę połtawską i perejasławską, zaś w 1862, również na życzenie własne, odszedł w stan spoczynku.
W 1864 Świątobliwy Synod Rządzący powierzył mu kierowanie kijowskim Monasterem Wydubickim, jednak duchowny – chociaż sam ubiegał się o tę godność – nie przeniósł się do wspólnoty, lecz nadal zajmował dotychczasowe mieszkanie przy soborze katedralnym w Kijowie. W 1868 odbył półroczną podróż do Palestyny oraz na Athos. W 1869 brał udział w nabożeństwie z okazji stulecia ustanowienia orderu św. Jerzego w Pałacu Zimowym. W Kijowie regularnie przyjmował wiernych zwracających się do niego z prośbami o modlitwy i porady duchowe. Zmarł w 1874 i został pochowany w Dalekich Pieczarach Ławry Pieczerskiej.